# Quattro dinamici fratelli
Quattro dinamici fratelli (The Kids from 47A) è una serie televisiva britannica in 41 episodi trasmessi per la prima volta nel corso di tre stagioni dal 1973 al 1975.
È una commedia drammatica a sfondo avventuroso per ragazzi incentrata sulle vicende di quattro fratelli che, rimasti soli dopo la morte del padre e il ricovero in ospedale della madre, devono badare a loro stessi.

## Trama
Quattro ragazzini restano da soli a casa perché, già orfani di padre, la madre viene ricoverata in ospedale. I ragazzi devono così badare a loro stessi facendo fronte alle difficoltà quotidiane senza l'aiuto di un adulto. La figlia maggiore, Jess Gathercole, che ha un lavoro in ufficio, diventa la matriarca della famiglia, e fa ogni sforzo necessario per mantenere uniti i suoi fratelli e farli frequentare la scuola.
All'inizio della seconda stagione la madre muore e Jess resta completamente sola. Ella deve inoltre combattere con i servizi sociali, che vogliono dare i ragazzi in affidamento e che continuano a mantenere su di loro un occhio vigile. La terza stagione si conclude con Jess che si sposa. Un episodio singolo, intitolato Home Sweet Home, fu trasmesso, dopo la fine della serie, il 31 agosto 1975

## Personaggi e interpreti

### Personaggi principali
- Jess Gathercole (41 episodi, 1973-1974), interpretato da Christine McKenna.
- Binny Gathercole (41 episodi, 1973-1974), interpretato da Gaynor Hodgson.
- George Gathercole (41 episodi, 1973-1974), interpretato da Russell Lewis.
- Willy Gathercole (41 episodi, 1973-1974), interpretato da Nigel Greaves.

### Personaggi secondari
- Miss East (14 episodi, 1973-1974), interpretato da Joan Newell.
- Mr. Stephens (12 episodi, 1973-1974), interpretato da Lloyd Lamble.
- Miss Hayes (9 episodi, 1973-1974), interpretato da Susan Brown.
- Janice (6 episodi, 1973-1974), interpretato da Sally Anne Marlowe.
- Mrs. Batty (6 episodi, 1973), interpretato da Maryann Turner.
- Mrs. Grubb (5 episodi, 1973-1974), interpretato da Peggy Ann Clifford.

### Guest star
Tra le guest star: David Parfitt, Susan Tebbs, Mary MacLeod, Jeanne Mockford, Mike Grady, Talfryn Thomas, Chris Range, Garry Parsons, Desmond Gill, Artro Morris, Philip Baldwin, John Kane, Walter Dalby, Iris Sadler, Peter Tomlinson, Sonia Graham, Margot Boyd, Willoughby Gray, Rosamond Burne, Ivan Beavis, Reg Lye, Chris Lindon, Michael Cooke.

## Produzione
La serie fu prodotta da Associated Television.

### Registi
Tra i registi sono accreditati:
- Alan Coleman in 16 episodi (1973-1974)
- Richard Bramall in 13 episodi (1973-1974)
- Jonathan Wright-Miller in 12 episodi (1974)

### Sceneggiatori
Tra gli sceneggiatori sono accreditati:
- John Kane in 8 episodi (1973-1974)
- Lynda La Plante in 8 episodi (1973-1974)
- Chris Allen in 4 episodi (1973-1974)
- Philip Neil in 4 episodi (1973-1974)
- Phil Redmond in 3 episodi (1973-1974)
- Gail Renard in 3 episodi (1973-1974)
- Aubrey Cash in 2 episodi (1973)
- Charlotte Mitchell in 2 episodi (1973)

## Distribuzione
La serie fu trasmessa nel Regno Unito dal 30 maggio 1973 al 30 ottobre 1974 sulla rete televisiva Independent Television. In Italia è stata trasmessa con il titolo Quattro dinamici fratelli.
Alcune delle uscite internazionali sono state:
- nel Regno Unito il 30 maggio 1973 (The Kids from 47A)
- in Spagna (Los chicos del 47A)
- in Italia (Quattro dinamici fratelli)

## Episodi
| Stagione         | Episodi | Prima TV Regno Unito | Prima TV Italia |
| ---------------- | ------- | -------------------- | --------------- |
| Prima stagione   | 15      | 1973                 |                 |
| Seconda stagione | 13      | 1974                 |                 |
| Terza stagione   | 13      | 1974                 |                 |